# 조규진
조규진은 대한민국의 로봇공학자이다. 서울대학교 기계공학부 교수로서, 인간중심 소프트로봇 연구센터장을 맡고 있다. 생체모사로봇, 소프트 로봇, 소프트 웨어러블 로봇,
재활/보조 로봇 등의 전문가이다.

## 학력
1998. 서울대 공학사

2000. 서울대 공학석사

2007. M.I.T. 공학박사

## 경력
2018 - 현재 교수, 서울대학교 기계공학부
2019 IEEE International Conference on Soft Robotics(RoboSoft) 위원장
2008 - 2017 부교수, 서울대학교 기계공학부
2014 제어로봇시스템학회 편집이사
2013 Biorobotics Institute, SSSA, Pisa, Italy 방문학자
2020 제어로봇시스템학회 이사

## 논문
- Jumping on water: Surface tension-dominated jumping of water striders and robotic insects, 2015
- High-load capacity origami transformable wheel, 2021
- Body-powered variable impedance: An appro,ach to augmenting humans with a passive device by reshaping lifting posture, 2021

## 수상
2013 백암논문상, 한국정밀공학회
2013 IROS Best Video Award
2014 ICRA Best Conference Paper Award Finalist
2014 IEEE RAS Early Career Award
2021 서울대학교 학술연구교육상(연구부문)

## 같이 보기
- 지능형 로봇
- 로봇산업
- 로봇인
- 로봇공학자